# Floß

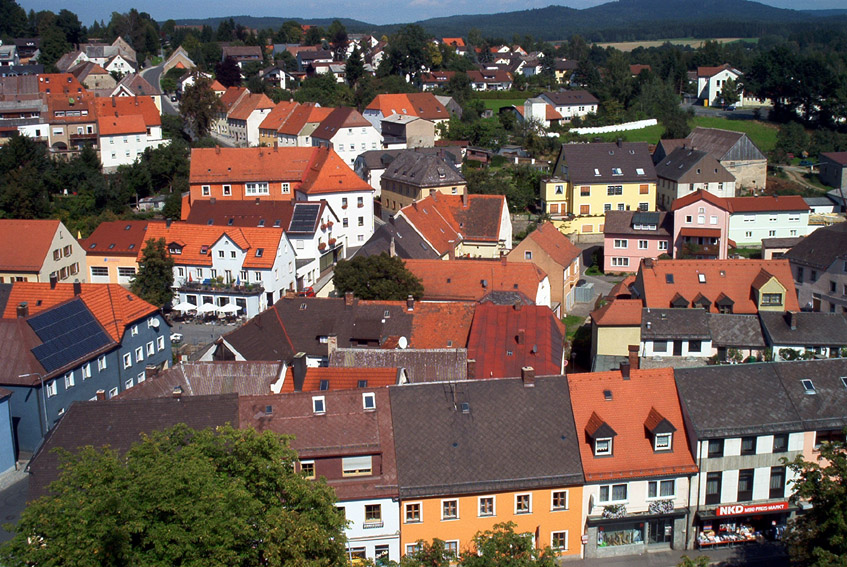
Floß

Floß este o comună-târg din districtul  Neustadt an der Waldnaab, regiunea administrativă Palatinatul Superior, landul Bavaria, Germania.